# Cheval de sport belge
sBs
Vous lisez un « bon article » labellisé en 2018.
Le cheval de sport belge (néerlandais : Belgisch Sportpaard), plus connu par son sigle officiel sBs, est un registre généalogique (stud-book) belge de chevaux de sport issus de demi-sangs d'origines diverses, notamment du Selle français, du Hanovrien et du KWPN. Très proche du BWP, avec lequel il est souvent confondu, le sBs partage la même origine nationale, descendant comme lui du cheval d'armes et de demi-sang belges. Ce stud-book existe sous sa forme actuelle depuis 1991. Le sBs, très composite, est désormais un cheval de sport de grande taille, chez lequel sont recherchées des allures amples et un caractère volontaire.
Sa sélection vise principalement les performances en saut d'obstacles, le sBs faisant partie des cinq stud-book mondiaux majeurs présents sur ce marché au début du XXIe siècle. Les sBs se sont fait connaître grâce à des champions internationaux comme Hello Sanctos, Rêveur de Hurtebise, ou encore Barron. Le stud-book sBs est utilisé majoritairement en région wallonne, bien qu'il accueille aussi des éleveurs établis en région flamande. Il s'est bien diffusé vers les États-Unis, mais reste numériquement moins nombreux sur le marché du cheval d'obstacles que celui du BWP, avec environ 55 000 chevaux enregistrés en 2006.

## Dénominations et statut
En français, ce stud-book porte le nom de « cheval de sport belge », qui est le nom officiel de la race figurant dans la base de données DAD-IS. Le sigle sBs, employé notamment par la WBFSH (World breeding federation for sport horses, Fédération mondiale d'élevage de chevaux de sport) et par Cheval Magazine, est une contraction du néerlandais Belgisch Sportpaard, de même signification. En anglais, le nom est Belgian Sport Horse.
En raison de la diversité des origines des chevaux qui le constituent, le stud-book sBs est souvent accusé de ne pas constituer une véritable race de chevaux. Il est davantage perçu comme une marque, en raison de l'usage d'un sigle et du fait que la loi européenne autorise un éleveur à choisir le stud-book dans lequel il souhaite inscrire son poulain, quelles que soient ses origines génétiques. Ainsi, un cheval de sport élevé en Belgique sur 30 appartient simultanément aux deux stud-books sBs et BWP.

## Histoire
Le stud-book sBs partage la même origine que celui du BWP, avec lequel il était confondu sous le nom de « cheval d'arme », via la « Société d'encouragement à l'élevage du cheval d'arme », créée en 1920,, année d'enregistrement des premiers chevaux. Le but de cet élevage est de fournir des montures pour l'armée belge et la gendarmerie,. Après la Première Guerre mondiale, les éleveurs s'attachent à l'élevage de chevaux plus légers et plus élégants. L'activité est difficile, car l'élevage belge est fortement concurrencé par la France. La motorisation de l'armée et des transports pousse l'association à changer de nom dans les années 1930, pour devenir « Le Demi-Sang Belge », et à élever des chevaux de selle plus légers et proches du Pur-sang,. Les premiers croisements s'effectuent entre le Trait belge, le Pur-sang et le Selle français, dans le but d'obtenir des chevaux de loisir,.

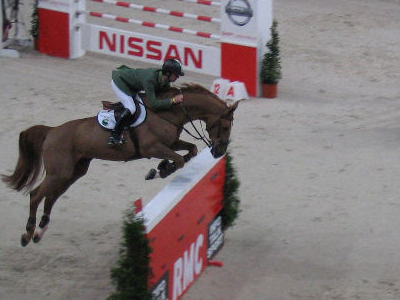
L'étalon Baloubet du Rouet, approuvé par le stud-book sBs en début de carrière.

Après la fin de la Seconde Guerre mondiale, il ne reste plus que quelques étalons trotteurs, et très peu de juments. Pour donner un nouveau souffle à l'élevage belge, des croisements sont pratiqués avec des étalons et juments de selle de race Pur-sang, Selle français, Hanovrien et KWPN (originaires de France, du Royaume-Uni, d'Irlande, et d'Allemagne),. En 1967, en récompense de ses efforts, « Le Demi-Sang Belge » devient une société royale. Elle change à nouveau de nom en 1991, pour devenir le stud-book sBs, et met en place son « livret bleu » pour le suivi des performances génétiques des chevaux. Le stud-book sBs est très ouvert aux chevaux extérieurs, ayant notamment été le premier à approuver comme étalons des chevaux tels que Baloubet du Rouet, Vigo d'Arsouilles, Kannan et Toulon, au début de leurs carrières respectives. En 1997, seuls 40 % des chevaux sBs et BWP participant à des compétitions de saut d'obstacles en Belgique sont d'origine belge de par leur pedigree.
Le stud-book sBs est aussi l'un des premiers à avoir employé une base de données en ligne, pour recenser plus de 90 000 chevaux. En 2003, environ 10 000 livrets bleus sont en circulation, pour environ 1 500 juments saillies et 1 000 nouveaux poulains chaque année. L'intégration de chevaux d'origine étrangère aux stud-books sBs et BWP a fait l'objet d'une étude visant à mieux harmoniser et calculer les performances sportives à l'obstacle.

## Description

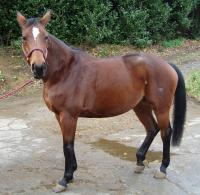
Cheval de sport belge bai, au modèle.

D'après le guide Delachaux (2014 et 2016), la taille moyenne des chevaux sBs va de 1,58 m à 1,80 m. L'encyclopédie de CAB International (2016) indique une moyenne de 1,62 m. Le modèle est celui du cheval de sport, la morphologie est recherchée harmonieuse,. La tête est recherchée expressive, ; elle est souvent grande, de profil convexe, avec de petits yeux et de grandes oreilles. L'encolure est longue, et doit être correctement orientée (pas d'encolure creuse, dite « de cerf »),. Le dos est recherché souple, musclé, avec une attache de reins solide,. Les membres sont solides, et plutôt fins.
Le sBs est génétiquement très proche des autres Warmbloods d'obstacle européens, une analyse des 103 meilleurs chevaux de saut d'obstacles mondiaux en avril 2014 n'ayant pas permis de dégager de différence significative basée sur le stud-book / la race d'appartenance. Sa proximité avec le BWP est depuis longtemps soupçonnée, en raison de l'origine commune.

### Robes

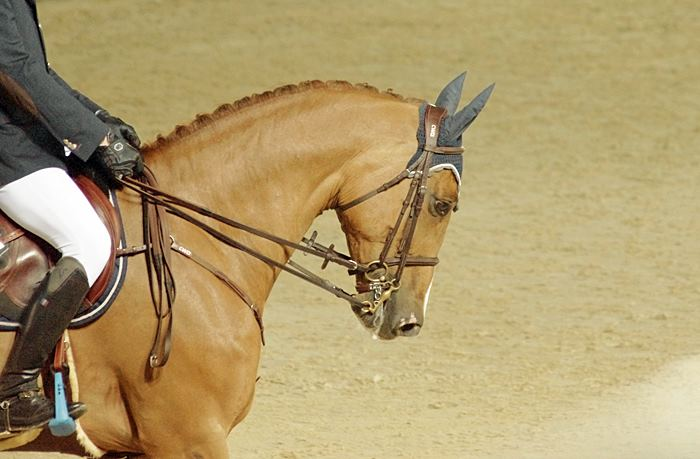
Tête du sBs alezan Uchin van de Centaur, monté par Kevin Staut lors du Global Champions Tour de Cannes, en juin 2012.

Le stud-book sBs reconnaît toutes les robes, dont le pie. Cependant, la robe des chevaux enregistrés est essentiellement unie. Les plus fréquentes sont le bai, l'alezan, le noir, le gris et le rouan.

### Tempérament et allures
Le caractère est variable d'un individu à un autre, en fonction des origines concernées ; cependant une sélection a été mise en place pour éviter les sujets au mauvais tempérament, en particulier chez les étalons. La plupart des chevaux sont de caractère doux et volontaire. Les allures sont recherchées énergiques et amples, avec engagement des membres postérieurs,. Comme tous les chevaux destinés au saut d'obstacles, les sBs sauteurs sont sujets à des problèmes de santé orthopédique, qui peuvent compromettre leur carrière sur le long terme.

### Sélection
La sélection de ces chevaux est assurée par la « Société Royale Le Cheval de Sport Belge ». Depuis 1993, cette société de race distribue un livret bleu reconnu par la Fédération équestre internationale à la naissance de chaque poulain enregistré sBs. Les chevaux doivent obligatoirement toiser plus de 1,48 m à l'âge adulte pour être enregistrés comme sBs ; une taille minimale de 1,58 m est exigée chez les étalons.
Les performances des chevaux sBs en saut d'obstacles sont évaluées par estimation de valeur d'élevage, au niveau national. La Société a mis en place un circuit de tests pour tous les jeunes chevaux de 4 à 6 ans en 1990, le Cycle Classique (néerlandais : Klassieke Cyclus), étendu plus tard aux chevaux de 7 ans. La participation à ce circuit est obligatoire pour que les jeunes étalons sBs et BWP puissent ensuite être approuvés (ou non) comme reproducteurs, en fonction de leurs performances. Plusieurs concours d'élevage sont organisés au fil de l'année, mais le plus important est l′International selection show, une expertise d'étalons organisée chaque début du mois de mars à Gesves.
Le coût d'achat d'un sBs peut varier de 2 000 euros pour un poulain au sevrage à plusieurs millions d'euros pour des chevaux de concours de haut niveau (chiffres 2014).

## Utilisations

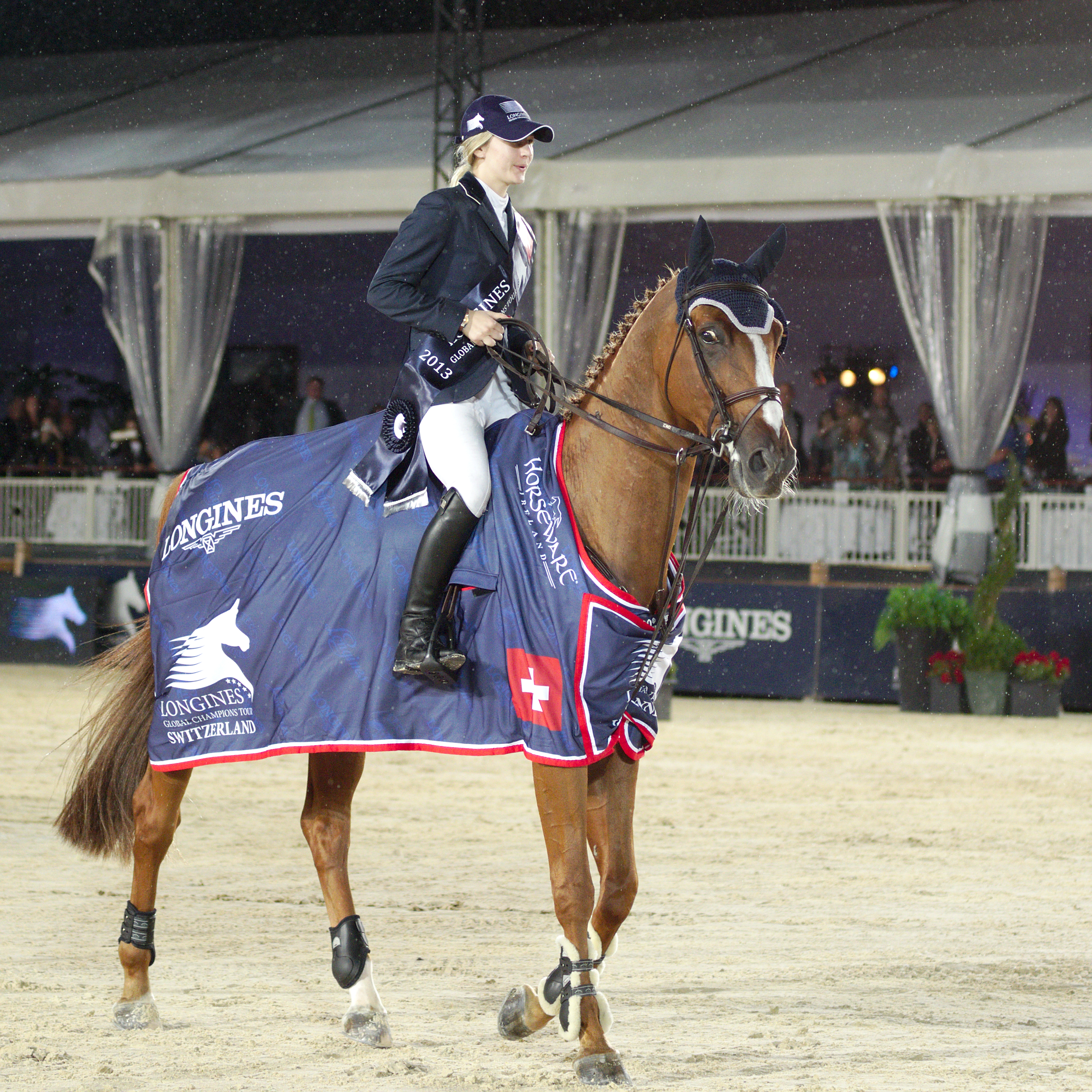
Barron et sa cavalière Lucy Davis pendant le tour d'honneur de l'épreuve du Longines Global Champions Tour à Lausanne en 2013.

Le sBs est destiné aux sports équestres. Il fait un excellent cheval de saut d'obstacles, et dans une moindre mesure, de dressage et de concours complet d'équitation. Au début des années 2010, le sBs figure régulièrement parmi les 5 meilleurs stud-book du classement mondial de la WBFSH en saut d'obstacles. Parmi les représentants de ce stud-book, Hello Sanctos, monté par Scott Brash, fut le cheval n°1 mondial de saut d'obstacles en 2014 et 2015. Mozart des Hayettes est champion du monde des chevaux de saut d'obstacles de 6 ans en 2003, à Lanaken. Bon Ami s'est illustré pendant les épreuves de saut d'obstacles des Jeux olympiques d'été de 2000 à Sydney. Le hongre alezan Rothchild a décroché une médaille de bronze par équipes aux Jeux équestres mondiaux de 2014, avec le cavalier américain McLain Ward. Bogeno a été finaliste des jeux olympiques d'été de 2012, avec le cavalier brésilien Álvaro de Miranda Neto. All In est médaille d'argent en individuel aux Jeux olympiques d'été de 2016 à Rio. Garfield de Tiji des Templiers a reçu un  EquiTime Award pour sa saison 2017, qui lui a permis de terminer au 20e rang mondial dans sa discipline.
D'autres sBs célèbres en saut d'obstacles sont Barron, une monture de l'Américaine Lucy Davis, Toscan de Sainte Hermelle, monture du Belge Constant van Paesschen, Rêveur de Hurtebise et Uchin van de Centaur, montés par le Français Kevin Staut. Querlybet Hero est davantage connu pour ses qualités de reproducteur.
62 % des chevaux sBs et BWP de Belgique (chiffres 2007) ne concourent pas en saut d'obstacles. La race est peu présente en compétitions de dressage et de concours complet, bien que des résultats notables en compétition internationale aient été obtenus. En dehors de son utilisation dans d'autres disciplines sportives, une absence des compétitions d'obstacles peut s'expliquer par des blessures, un caractère inadapté, un manque de talent, une utilisation privée comme cheval de selle, ou encore l'absence d'enregistrement des participations aux compétitions sportives de petit niveau.

## Diffusion de l'élevage

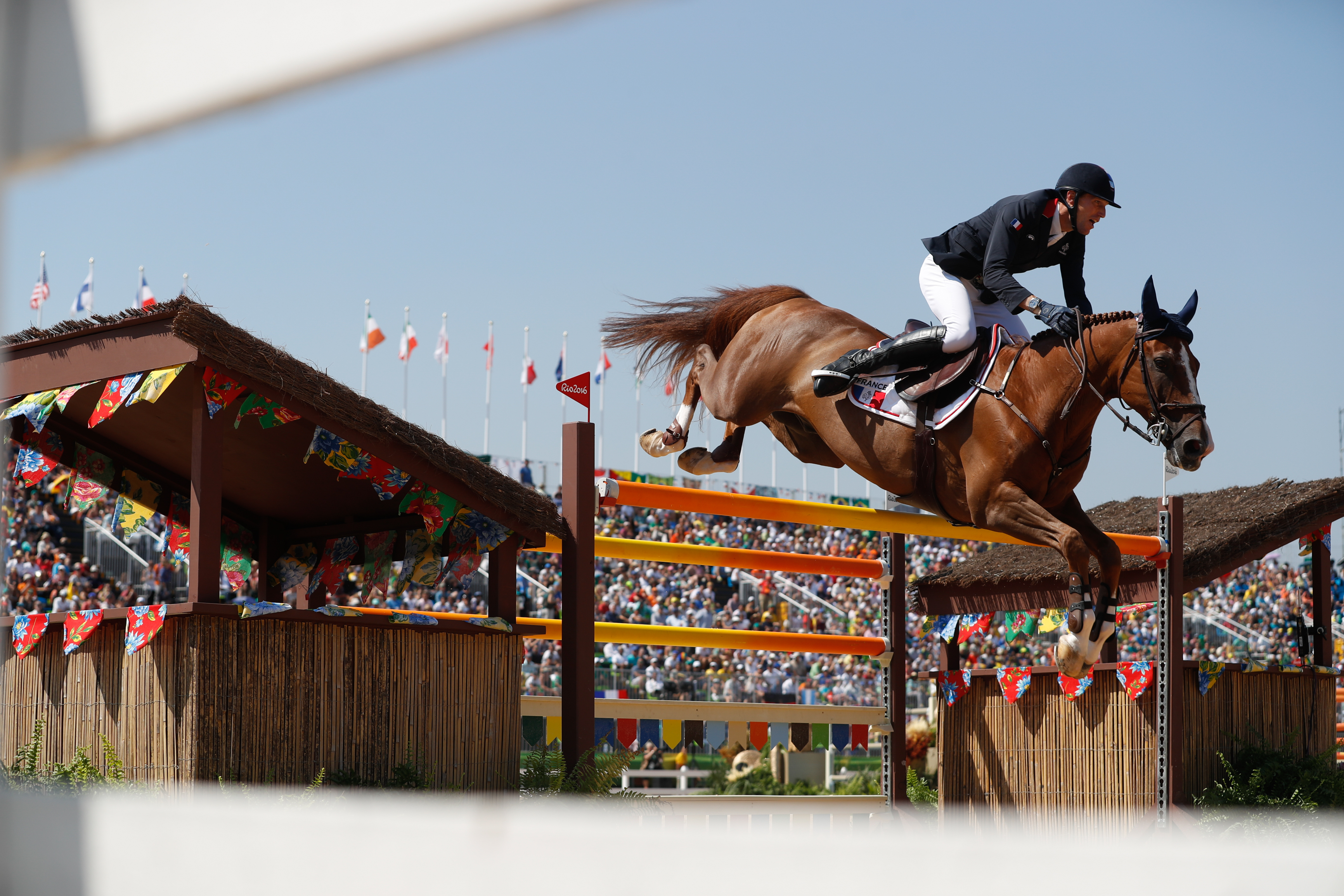
Rêveur de Hurtebise monté par le cavalier français Kevin Staut aux Jeux olympiques d'été de 2016 à Rio de Janeiro.

Le sBs est surtout élevé en région wallonne,. Cependant, ce stud-book compte aussi des membres installés en région flamande, et revendique un ancrage national, dans toute la Belgique,,. Il s'agit généralement de petites unités d'élevage, avec une moyenne de 1,5 poulains par éleveur chaque année en 1997, pour les stud-books BWP et sBs confondus.
Ces chevaux sont commercialisés lors de grands événements tels que le Christmas Horse Show de Malines et le Jumping international de Liège, avec des ventes vers d'autres pays, entre autres la Chine. Une vingtaine d'étalons sBs sont situés aux États-Unis (en 2014), pays dans lequel le sBs est très apprécié, comme le démontrent des cavaliers tels que Lucy Davis et Leslie Howard. Le stud-book belge a créé une antenne américaine, organisant notamment des inspections de chevaux sur place. Cependant, les sources anglophones confondent souvent le sBs et le BWP sous le nom de Belgian warmblood, perçu comme une race de chevaux de sport belges ayant deux stud-books,.
Le sBs est indiqué comme n'étant pas menacé d'extinction dans DAD-IS (2018). En 2013, ce stud-book enregistre environ 1 000 naissances annuelles, 200 étalons approuvés à la reproduction, et un effectif compris entre 12 000 et 19 000 chevaux pour toute la Belgique. Ces effectifs restent cependant assez modestes comparativement à d'autres stud-books de chevaux de sport, notamment par comparaison à ceux du BWP. En 2006, le stud-book BWP compte 250 000 chevaux enregistrés, contre 55 000 pour le sBs. Néanmoins, le stud-book sBs est en 2015 le cinquième acteur présent sur le marché des compétitions de saut d'obstacles, représentant 2,3 % du total des chevaux en compétition.

## Annexe

#### Encyclopédies de races
- [Porter 2002] (en) Valerie Porter, « Belgian Sport Horse », dans Mason's World Dictionary of Livestock Breeds, Types and Varieties, CABI, 2002 (ISBN 085199430X et 9780851994307), p. 168
- [Porter et al. 2016] (en) Valerie Porter, Lawrence Alderson, Stephen J. G. Hall et Dan Phillip Sponenberg, Mason's World Encyclopedia of Livestock Breeds and Breeding, CAB International, 9 mars 2016, 6e éd., 1 107 p. (ISBN 1-84593-466-0, OCLC 948839453), « Belgian Sport Horse », p. 443.
- [Rousseau 2016] Élise Rousseau (ill. Yann Le Bris), Guide des chevaux d'Europe, Delachaux et Niestlé, 1er août 2016 (ISBN 978-2-603-02437-9), « Cheval de sport belge », p. 186. .

#### Articles de recherche
- [Bay et al. 2008] (en) E. Bay, N. Gengler, S. Janssens et H. Hammami, « Study of the genetic links between two Belgian horse breeds by the study of their genetic variability », Proceedings of the British Society of Animal Science,‎ 2008
- [Janssens, Geysen et Vandepitte 1997] Steven Janssens, D. Geysen et Walter Vandepitte, « Genetic parameters for show jumping in Belgian sporthorses », dans 48th Ann. Meet. EAAP, Vienna, 25-28, 1997 (lire en ligne)
- [Janssens, Buys et Vandepitte 2007] Steven Janssens, Nadine Buys et Walter Vandepitte, « Sport status and the genetic evaluation for show jumping in Belgian sport horses », dans Book of abstracts or the 58th annual meeting of the EAAP: 26-29 August 2007, Dublin, 2007 (lire en ligne), p. 151

#### Articles de presse
- [Pirnay 2003] Barbara Pirnay, « sBs et BWP : le sport dans la peau », Cheval Magazine, no 382,‎ septembre 2003, p. 72-76 (ISSN 0245-3614)
- [Rebts 2014] Marie-Eve Rebts, « Le sBs, un cheval de sport avant-gardiste », Cheval Magazine, no 516,‎ novembre 2014, p. 40-43 (ISSN 0245-3614)